# This Is Exile
This Is Exile è il secondo album in studio del gruppo musicale statunitense Whitechapel, pubblicato l'8 luglio 2008 dalla Metal Blade Records.

## Tracce
1. Father of Lies – 4:03
2. This Is Exile – 3:40
3. Possession – 5:04
4. To All That Are Dead – 3:38
5. Exalt – 3:05
6. Somatically Incorrect – 3:10
7. Death Becomes Him – 3:18
8. Deamon (The Procreated) – 3:13
9. Eternal Refuge – 3:42
10. Of Legions – 2:43
11. Messiahbolical – 7:22

## Formazione
- Phil Bozeman - voce
- Ben Savage - chitarra
- Alex Wade - chitarra
- Gabe Crisp - basso
- Kevin Lane - batteria
- Zach Householder - chitarra